# 彡部
彡部（さんぶ）は、漢字を部首により分類したグループの一つ。
康熙字典214部首では59番目に置かれる（3画の30番目）。

## 概要
彡部には「彡」を筆画の一部として持つ漢字を分類している。「彡」は意符としては模様や形象、装飾に関わる文字に含まれる。

## 部首の通称
- 日本：さんづくり・かみかざり
- 中国：三撇
- 韓国：터럭삼부（teoreok sam bu、長い毛の彡部）
- 英米：Radical bristle

## 部首字
彡
- 広韻 - 所銜切、銜韻
- 詩韻 - 咸韻、平声
- 三十六字母 - 審母二等
- 日本語 - 音：サン（サム）
- 中国語 - ピンイン：shān 注音：ㄕㄢ ウェード式：shan 1
- 朝鮮語 - 訓音：터럭（teoreok、長い毛） 삼(sam)

小篆

## 例字
- 形・彥（彦）・彬・彩・彰・影
  - 須→頁部